# Kołbony (Glisne)
Kołbony – część wsi Glisne w Polsce, położona w województwie małopolskim, w powiecie limanowskim, w gminie Mszana Dolna.
W latach 1975–1998 Kołbony administracyjnie należały do województwa nowosądeckiego.